# The Lamp Is Low
"The Lamp Is Low" ("A Luz Está Baixa") é uma canção popular dos anos 1930. A melodia foi composta por Peter DeRose e Bert Shefter, adaptada de Pavane pour une infante défunte, obra do compositor Maurice Ravel. A letra foi escrita por Mitchell Parish.
A primeira gravação notável de "The Lamp is Low" foi feita por Mildred Bailey para a Vocalion Records (catálogo nº 4845) em 24 de abril de 1939. Versões de outros músicos surgiram rapidamente, incluindo uma por Tommy Dorsey and His Orchestra (vocal de Jack Leonard), gravada em 1º de maio de 1939 pela Victor Records (catálogo nº 26259). A versão de Dorsey foi um sucesso e ajudou a canção a figurar na parada de sucessos de 1939 por nove semanas. Até hoje, a música continua sendo um clássico apreciado por músicos de jazz.

## Outras gravações
- Dorothy Lamour - Bluebird-B-10302-A - gravada em 26 de abril de 1939 com a Lou Bring's Orchestra.[4]
- Kay Kyser and His Orchestra (vocal de Ginny Simms), gravada em 30 de abril de 1939.[5]
- Glenn Miller Orchestra (vocal de Ray Eberle), gravada pela Bluebird Records em 25 de maio de 1939.[6]
- Jimmy Dorsey and His Orquestra, gravada pela Decca Records (catálogo nº 2579A) em 16 de junho de 1939.[7]
- Connee Boswell - gravada em 26 de junho de 1939 pela Decca Records (catálogo nº 2597A) com a Orquestra Harry Sosnik.[7]
- Chet Baker - para seu álbum Chet Baker Quartet com Russ Freeman (1953).
- Johnny Hartman - por seu álbum All of Me: The Debonair Mr. Hartman (1957).
- Doris Day - por seu álbum Day by Night (1958).
- Steve Lawrence - por seu álbum Swing Softly with Me (1959).[8]
- Robert Goulet - por seu álbum Always You (1962).[9]
- Jack Jones - por seu álbum She Loves Me (1964).
- Patti Page - por seu álbum Love After Midnight (1964).
- Marilyn Maye - por seu álbum The Lamp is Low (1966).[10]
- Ella Fitzgerald - por seu álbum 30 by Ella (1968).[11]
- Laurindo Almeida - por seu álbum Classical Current (1969).[12]
- Carmen Lundy - por seu álbum Good Morning Kiss (1986).[13]
- Robin McKelle - por seu álbum Introducing Robin McKelle (2006).[14]
- Kate McGarry - para seu álbum The Target (2007).[15]

Algumas amostras da versão de Laurindo Almeida foram usadas por Nujabes para gravar Aruarian Dance no álbum Samurai Champloo Music Record: Departure de 2004, um dos álbuns da trilha sonora do anime Samurai Champloo.